# Honey, Honey
Honey, Honey är en sång av den svenska popgruppen Abba, skriven av Björn Ulvaeus, Benny Andersson och Stig Anderson. Gruppen tog med sången på sitt andra studioalbum Waterloo 1974.

## Historik
Gruppen påbörjade inspelningen av melodin den 17 oktober 1973 i Metronome Studio i Stockholm. Sången sjöngs av både Agnetha Fältskog och Anni-Frid Lyngstad. Lyngstad berättade i boken ABBA - människorna och musiken 1996; "Jag minns att Agnetha och jag försökte låta lite sexiga när vi spelade in sången till Honey, Honey. Jag vet inte om vi lyckades."
Den 30 januari 1974 spelade Abba in Honey Honey med svensk text. Denna inspelning togs med som B-sida på singeln med den svenska versionen av Waterloo samma år. Den svenska versionen av Honey, Honey låg på Svensktoppen under perioden 5 maj–14 juli 1974, där den låg två gånger på första plats. Det var den sista officiella inspelningen gruppen gjorde på svenska.

### Musiker
Följande musiker medverkar på inspelningen:
- Benny Andersson - klaviatur
- Björn Ulvaeus, Janne Schaffer - gitarr
- Rutger Gunnarsson - elbas
- Ola Brunkert - trummor
- Martin Bylund, Anders Dahl, Gunnar Michols, Claes Nilsson, Åke Jelving, Inge Lindstedt, Alfred Pisuke, Sixten Strömvall, Harry Teike, Kryztof Zdrzalka - violin

## Singeln
Singeln släpptes i flera europeiska länder, samt i USA, Australien och Nya Zeeland, men inte i Storbritannien. Epic Records, som gav ut Abba:s skivor där, valde att istället släppa en remix på Ring Ring, vilken dock bara nådde 32:a plats. Istället valde skivbolaget att göra en cover på Honey, Honey med gruppen Sweet Dreams och denna version nådde plats tio.
Honey, Honey nådde topp fem i Västtyskland, Österrike och Schweiz. I USA blev det en blygsam 27:e plats på både Billboard Hot 100- och Adult Contemporarylistorna. Det var dock första gången Abba kom in på den senare listan. Intressant att notera är att i USA fick Abba:s originalversion av Honey, Honey konkurrera med Sweat Dreams coverversion. Även om den senare bara nådde en 68:e plats, kan den ändå ha tagit eventuella köpare från Abba:s singel och på så sätt hindrat den från att ha nått högre.
I samband med filmen Mamma Mia! 2008 släpptes Abba:s version på singel igen. I Norge klättrade den till plats 16.

### Listframgångar
| Land (1974)           | Placering |
| --------------------- | --------- |
| Australien            | 30        |
| Österrike             | 4         |
| Belgien               | 12        |
| Kanada                | 19        |
| Nederländerna         | 16        |
| Finland               | 11        |
| Västtyskland          | 2         |
| Schweiz               | 4         |
| Nya Zeeland           | 16        |
| USA Billboard Hot 100 | 27        |
| Land (2008)           | Placering |
| Norge                 | 16        |

## Coverversioner (urval)
- 1975 spelade den finska sångerskan Monica Aspelund in en version med egenskriven text. Denna version gjorde Johanna Raunio en cover på till sitt självbetitlade album 1994.
- Svenska countrybandet Nashville Train (med några av Abba:s studiomusiker) gjorde en cover på sången på sitt album Abba Our Way 1978.
- 1992 spelade det svenska dansbandet Simons in en instrumental version på sitt album Simons spelar Abba.
- Till hyllningsskivan A Tribute - The 25th Anniversary Celebration 1999 gjorde gruppens ljudtekniker Michael B. Tretow och hans dotter Sofia en cover. Inspelningen har musikaliska referenser till ytterligare tretton Abba-sånger.
- 2008 var låten med i filmatiseringen av musikalen Mamma Mia! där Amanda Seyfried framförde sången tillsammans med Ashley Lilley och Rachel McDowall. Både filmen och filmens soundtrack fick stora kommersiella framgångar världen över.